# 湖北襄阳414大火
湖北襄阳414大火于2013年4月14日早上6时許發生在中華人民共和國湖北省襄阳市樊城区前进东路一景城市花园酒店。官方消息称火灾造成14人死亡47人受伤。最小遇难者年仅5岁，经過湖北官方调查确认，死者全部為湖北人。

## 事发酒店
火灾发生于一景城市花园酒店2楼的网吧，3到5层是客房，酒店共有58间客房。登记簿显示，事发当日酒店一共开出54间房，共有67人入住。当地的居民分析称起火原因可能是网吧的电线短路。对此说法，湖北官方未予证实。